# مطار كوغا كويشي
مطار كوغا كويشي (بالصينية: 库车龟兹机场) (إياتا: KCA) مطار عام يقع بمدينة Kuqa في شينجيانغ في الصين. يبلغ طول المدرج 2600 م ويرتفع عن سطح البحر 1074 م. يقع على بعد 38 كيلومترًا من المدينة. بني المطار لأول مرة في عام 1939، ولكن توقف عن العمل في عام 1998. في عام 2009 ، تم نقل المطار إلى موقعه الحالي باستثمار 333 مليون يوان، وأعيد افتتاحه في عام 2011 تحت الاسم الجديد مطار كوغا كيوتشي.

## شركات الطيران والوجهات
| شركـات طيـران          | الوجهات                                                                            |
| ---------------------- | ---------------------------------------------------------------------------------- |
| طيران الصين            | مطار تشنغدو شوانغليو الدولي                                                        |
| خطوط شرق الصين الجوية  | مطار شيان شيانيانغ الدولي                                                          |
| طيران الصين اكسبرس     | مطار خوتان كونغانغ، مطار كاراماي جوهاي، مطار كورلا ليتشنغ، مطار نالاتي، مطار ينينغ |
| خطوط جنوب الصين الجوية | مطار أورومتشي ديوبو الدولي                                                         |
| خطوط هاينان الجوية     | مطار أورومتشي ديوبو الدولي                                                         |
| Qingdao Airlines       | مطار غينغادو جياودونغ الدولي، مطار تشنغتشو الدولي                                  |
| خطوط تيانجين الجوية    | مطار أورومتشي ديوبو الدولي                                                         |

## وصلات خارجية
- http://www.flightstats.com/go/Airport/airportDetails.do?airportCode=KCA